# باري واين همفريز
باري واين همفريز هو محامي وقاضي وسياسي أمريكي، ولد في 1778 في ستونتون في الولايات المتحدة، وتوفي في 12 فبراير 1839 في هيرناندو في الولايات المتحدة. نشط حزبياً في الحزب الجمهوري الديمقراطي. وقد انتخب عضو مجلس نواب تينيسي ‏ وانتخب عضو مجلس ولاية تينيسي ‏ وانتخب عضو مجلس النواب الأمريكي ‏.